# Run Through the Jungle
Run Through the Jungle är en låt med det amerikanska rockbandet Creedence Clearwater Revival, skriven av bandets sångare och gitarrist John Fogerty, på albumet Cosmo's Factory som släpptes den 25 juli 1970
Texten handlar inte om Vietnamkriget, enligt Fogerty själv.
Låten släpptes som singel med Up Around the Bend som B-sida i april 1970. Singeln nådde plats 4 på den amerikanska försäljningslistan.